# Responsabilité politique
 (septembre 2008).
Si vous disposez d'ouvrages ou d'articles de référence ou si vous connaissez des sites web de qualité traitant du thème abordé ici, merci de compléter l'article en donnant les références utiles à sa vérifiabilité et en les liant à la section « Notes et références ».
 (janvier 2017).
- Si vous ne connaissez pas le sujet, laissez ce bandeau (vous pouvez alors contacter les auteurs).
- Si vous supprimez le contenu mis en cause (vous pouvez préalablement contacter les auteurs),

argumentez précisément cette suppression dans la page de discussion
(un manque de référence n'est pas un argument ; une recherche réelle de référence doit avoir été effectuée, être formellement documentée).
Née de la responsabilité pénale, la responsabilité politique est considérée par les juristes comme le stade avancé de la responsabilité dans une société où sont respectés les droits  fondamentaux.
Cependant, en raison des insuffisances de la responsabilité politique, on voit resurgir la pénalisation de la responsabilité. Elle est souvent employée dans des textes du XXe siècle, notamment avec le juriste et homme politique français René Capitant.

## La responsabilité politique naît de la responsabilité pénale

### Naissance du parlementarisme anglais
La systématisation de la procédure de l'impeachment dans les années 1670-1680 à l'encontre des ministres appliquant la politique du roi va transformer la responsabilité. Alors que selon le principe classique "le roi ne peut mal faire", il bénéficie d'une immunité juridique liée à sa fonction, l'impeachment va se traduire en pratique par le fait que "les ministres peuvent toujours mal faire" ; ils seront donc accusés en permanence.
Mais le gouvernement va renverser ce système à son profit, en application du principe « qui n'est pas avec moi est contre moi ». C'est l'apparition de la question de confiance, sous le gouvernement de Robert Walpole (1721-1742), avec une logique de culpabilisation : "si je n'ai pas le soutien de la majorité au parlement, je démissionne". Robert Walpole démissionne d'ailleurs en 1742 lorsqu'il estime ne plus bénéficier du soutien de la Chambre des communes. En 1782, le Premier ministre Lord North est contraint à la démission par une motion de défiance à la Chambre.
Pendant un siècle, il va y avoir un débat sur les conséquences de la question de confiance, qui s'achèvera en 1832, où il y a un consensus général selon lequel le gouvernement démissionne systématiquement lorsqu'il est mis en minorité.

### Le blocage de la responsabilité aux États-Unis
L'objectif des fédéralistes était d'éviter le retour à une monarchie (anglaise). Selon James Madison, le gouvernement dégénérera naturellement en monarchie, l'élection du président ne suffit pas à éviter cela.
Hamilton reprend et développe alors la théorie de l'impeachment. Contrairement à la Grande-Bretagne où le roi ne peut mal faire et est inviolable, le président au contraire peut toujours mal faire et est toujours responsable.
Cependant, Alexis de Tocqueville, dans ses Souvenirs, explique que la responsabilité du chef de l'État et de ses ministres est un bloc.
La logique est inverse à celle utilisée en Grande-Bretagne, où le ministre est responsable à la place du roi car celui-ci ne peut être renvoyé. Au contraire, aux États-Unis, comme le président est libre de révoquer ses ministres, il est responsable à la place du ministre s'il ne l'a pas renvoyé pour l'empêcher de commettre des abus.
Comme on pose en principe que le président peut toujours mal faire, en pratique, l'assemblée, pour éviter un blocage des institutions, ne provoquera l'impeachment que dans les suffisamment graves où les parlementaires voudront risquer une crise institutionnelle. 
Ainsi, en plus de deux cents ans, il n'y a eu que :
- trois procédures d'impeachment à l'encontre d'un président, dont aucune n'a donné lieu à une condamnation : 
  - Andrew Johnson en 1868.
  - William Clinton en 1996.
  - Donald Trump en 2019/2020.
- une seule procédure à l'encontre d'un ministre ou agent fédéral de l'exécutif :
  - un secrétaire d'État à la guerre en 1976 (a permis sa destitution et son jugement pénal).
- onze procédures à l'encontre de juges fédéraux, dont le quart a abouti à leur destitution.

N.B. : Richard Nixon a démissionné avant que ne puisse aboutir la procédure d'impeachment.

### La particularité de la responsabilité politique en France

#### Une responsabilité politique du gouvernement en France lentement mise en œuvre
- 1814 : il n'y a qu'une responsabilité pénale des ministres devant l'assemblée ;
- 1830 : il y a désormais une responsabilité pénale ET politique des ministres devant l'Assemblée;
- 1848 : les Trois Glorieuses résultent de la défiance de l'assemblée envers les ministres du roi (adresse des 221). Le nouveau régime admet le principe selon lequel un ministre désavoué devrait démissionner ;
- 1852 : en principe, il n'y a pas de responsabilité des ministres devant les chambres, mais en pratique, il y a de nombreuses démissions des gouvernements ;
- 1875 : la responsabilité politique du gouvernement dans son ensemble est admise.

Aujourd'hui : article 49 de la Constitution de la Ve.

#### Particularité française de la responsabilité directe du chef de l'État devant les citoyens
Il y a trois étapes : 

##### Le procès du roi en 1792
Le roi est mis en question par l'insurrection de Paris (journée du 10 août). Le peuple de Paris envahit les Tuileries, ce qui amène le roi à se réfugier dans l'Assemblée législative, qui refuse de le livrer à la foule. L'Assemblée convoque le pouvoir constituant, dont la seule fonction est de juger pénalement l'homme et son incarnation (la monarchie).
Après 1792, le schéma institutionnel constaté de la France est une lutte à mort entre le président et l'assemblée, avec pour arbitre le peuple (effectif ou manipulé). Si le peuple se prononce, c'est forcément pour désavouer l'un ou l'autre, ce qui conduit à la mort de l'un d'entre eux (au sens propre). Il y a une dramatisation de toutes les interventions populaires. Le vote des Français étant une condamnation à mort (réelle puis symbolique avec l'apparition de la responsabilité politique), il ne peut y avoir de compromis entre le président et l'assemblée, comme il a pu y en avoir aux États-Unis, où le président est également responsable politiquement (impeachment).

##### La tentative de faire jouer la responsabilité du roi en faveur du roi par Charles X
En 1830, Charles X invente la "dissolution constituante". Il essaie de prendre l'initiative et de faire jouer sa responsabilité devant le peuple à son profit, en demandant à l'électorat de désavouer la chambre.
Ce sont les institutions elles-mêmes qui sont en jeu, puisque l'enjeu est le pouvoir de Charles X de prendre des ordonnances (pouvoir non limité par la Charte de 1814). Il utilise la formule selon laquelle c'est "moi ou le chaos". C'est donc une logique binaire, manichéenne, entre le ralliement autour du chef de l'État ou le chaos.
Adolphe Thiers dénonce le "pouvoir personnel" de Charles X : le roi gouverne en se mettant dans la balance des pouvoirs. Cela va provoquer la révolution, car la responsabilité des ministres va remonter jusqu'au chef de l'État.

##### 1848 et l'élection du président au suffrage universel
L'élection va devenir un nouveau moyen de canaliser le choix du peuple. On retrouve la logique de l'incarnation, le président incarnant tout entier le peuple et n'étant responsable que devant lui.
Sous la Seconde République, Louis-Napoléon Bonaparte va subvertir de plus en plus les institutions. L'assemblée, prise entre la peur d'un coup d'État et entre celle d'une révolution, va faire jouer la responsabilité des ministres de Louis-Napoléon, sans jamais s'en prendre à lui, cela même lorsqu'il renverra Nicolas Changarnier, le bras armé de l'assemblée, seul moyen qu'elle aurait pu avoir pour lutter contre un coup d'État. 
Après cette affaire Changarnier, Thiers déclarera "l'empire est fait", car l'assemblée aurait à ce moment dû faire jouer la responsabilité du chef de l'État. Le coup survint quelques mois plus tard. Après celui-ci, Napoléon III demanda aux électeurs de le légitimer ainsi que la dissolution de l'assemblée (qui était interdite selon la Constitution de 1848). Il fait jouer la question de confiance devant le peuple (déclarant qu'il se retirera s'il est désavoué).
Ce fut la première fois que la responsabilité du chef de l'État directe devant le peuple joua en sa faveur.
On peut faire un rapprochement entre ce coup d'État et les évènements de 1962, où le général de Gaulle a fait une entorse à la constitution (utilisation de l'article 11 sur le référendum au lieu de l'article 89 sur la révision de la constitution), qui a ensuite été légitimée par le peuple, qui a également mis à l'assemblée une majorité qui était favorable au président.

## La résurgence de la responsabilité pénale en raison des insuffisances de la responsabilité politique
Les responsabilités pénale et politiques sont bien distinguées, cependant les scandales récents, et au premier plan l'affaire du sang contaminé, ont fait resurgir la pénalisation de la responsabilité, et ce pour deux raisons.

### Le déficit de la responsabilité politique en France
Olivier Beaud avance comme principale raison de la criminalisation de la responsabilité des gouvernants un manque de responsabilité politique de ces derniers. 
En effet, le système est tel en France que la responsabilité des gouvernants, même politique, est difficilement engagée. Il s'agit notamment de la procédure du vote bloqué (article 44), de la question de confiance (49-1), de la motion de censure (49-2), ou de l'engagement de la responsabilité du gouvernement sur un texte (49-3), qui sont toutes en faveur du gouvernement.
De plus, depuis 1986, le chef de l'État n'est plus que partiellement responsable politiquement devant le peuple. En effet, en 1986, alors que les élections législatives avaient désavoué le président en mettant au parlement une majorité d'un bord politique différent de lui (première cohabitation), François Mitterrand refusa de démissionner, estimant que le peuple français l'avait élu pour 7 ans et qu'il y resterait pour cette durée. M. Jacques Chirac réitéra cette même position en 1997 (3e cohabitation). La réforme constitutionnelle sur le quinquennat devrait cependant limiter les risques de cohabitation, puisque le rapprochement des élections présidentielle et parlementaire (pour 5 ans également) devrait inciter l'électorat à voter des institutions de même bord politique, à moins qu'il n'y ait une dissolution de l'Assemblée nationale ou l'empêchement définitif du Président.
Néanmoins, cette théorie ne prend pas en compte l'hypothèse des "split tickets", où l'électorat choisit au même moment d'élire différentes institutions de différents bords. De plus, cela fait dépendre la stabilité des institutions sur les sautes d'humeur de l'électorat...

### Des ambiguïtés conceptuelles

#### Entre la responsabilité pénale et la responsabilité politique
La responsabilité politique est décalquée du procès pénal, car c'est un procès symbolique entre des défenseurs du gouvernement (majorité, dans le cas où le gouvernement est issu de la majorité) et les accusateurs (opposition).
Les responsabilités pénale et politique ne sont donc pas différenciées quant à leur nature, mais quant à leur effet : la question est de savoir alors s'il y a une peine ou non.
Cela explique pourquoi, les deux étant si proches, elles sont souvent substituables l'une à l'autre.

#### Sur les notions de risque et de faute
Cette ambiguïté s'est développée sur plusieurs étapes.

##### La logique d'assurance
Cette logique se développe au milieu du XIXe.
L'indemnisation n'est plus limitée à la preuve de la faute, puisqu'il y a une responsabilité sans faute résultant du hasard. Il y a une victimisation de la société, tout le monde est une victime potentielle. 
On introduit une troisième personne dans le raisonnement pénal classique : l'auteur de l'infraction, coupable mais plus responsable, l'assureur, responsable mais pas coupable, et la victime. 
L'auteur de l'acte est alors purement fictif : c'est le risque. 

##### La logique d'assistance
L'État-providence est fondé sur les notions de justice sociale et de solidarité. L'origine de l'État providence est la loi de 1898 sur les accidents du travail. Ces accidents sont considérés comme un hasard au niveau individuel, mais non au niveau collectif (donc la simple logique d'assurance ne suffit plus), car ces accidents résultent de la Révolution industrielle. On applique la théorie du risque-profit : c'est celui à qui profite le risque qui doit payer, même s'il n'y a pas de faute imputable. Donc au départ, le chef d'entreprise était le responsable, puis il y a eu généralisation : c'est la collectivité tout entière qui prend en charge ces risques, car c'est à elle que profite le progrès social et économique.
L'État providence est une théorie résultant de la théodicée (recherche de la réponse à la question : pourquoi Dieu permet-il le Mal ?). La réponse de Leibniz était que Dieu a conçu le monde pour qu'il y ait le moins de mal possible, même si ce n'est pas visible à l'échelle individuelle car nous n'avons pas une vision d'ensemble. L'existence du mal individuel permet donc le Bien.
Cette logique présente deux failles majeures, qui feront qu'elle s'effondrera avec le développement d'affaires telles que celle du sang contaminé : 
- cette logique est fondée sur le progrès social : s'il n'y en a pas, la logique s'effondre ;
- certains maux ne peuvent être considérés comme la conséquence d'un bien (le SIDA, par exemple). Le mal est alors à la fois individuel et collectif.

On ne peut alors soutenir qu'il y a une intention louable ni qu'il y a un progrès social. Il y a donc un préjudice (personne atteintes du SIDA), un auteur (la société) et une volonté malhonnête. Il y a alors une pénalisation de la responsabilité politique, celle-ci apparant insuffisante. Le responsable redevient alors coupable pénal.